# AVROTROS
AVROTROS (нід. вимова: [ˌaːvroːˈtrɔs]) — нідерландська радіо- й телевізійна компанія, що входить до Системи громадського мовлення Нідерландів. Компанія була заснована у 2014 році в результаті злиття між Algemeen Vereniging Radio Omroep (AVRO) і Television Radio Omroep Stichting (TROS). Назва AVROTROS використовується для програм спільного виробництва з 1 січня 2014 року. Із 7 вересня 2014 року всі програми AVRO й TROS також транслюються під назвою AVROTROS.

## Організація

### Розташування
З 2000 року до 31 грудня 2013 року AVRO розташовувався в будівлі AKN на Гравеландсевег у Гілверсюмі. ТРОС працював з 1970 року у колишньму християнському ліцеї на Лаге Наардервег. 20 червня 2012 року було оголошено, що після злиття обидві телекомпанії разом переїдуть у будівлю Wereldomroep. Переїзд був завершений 1 січня 2014 року після ремонту.

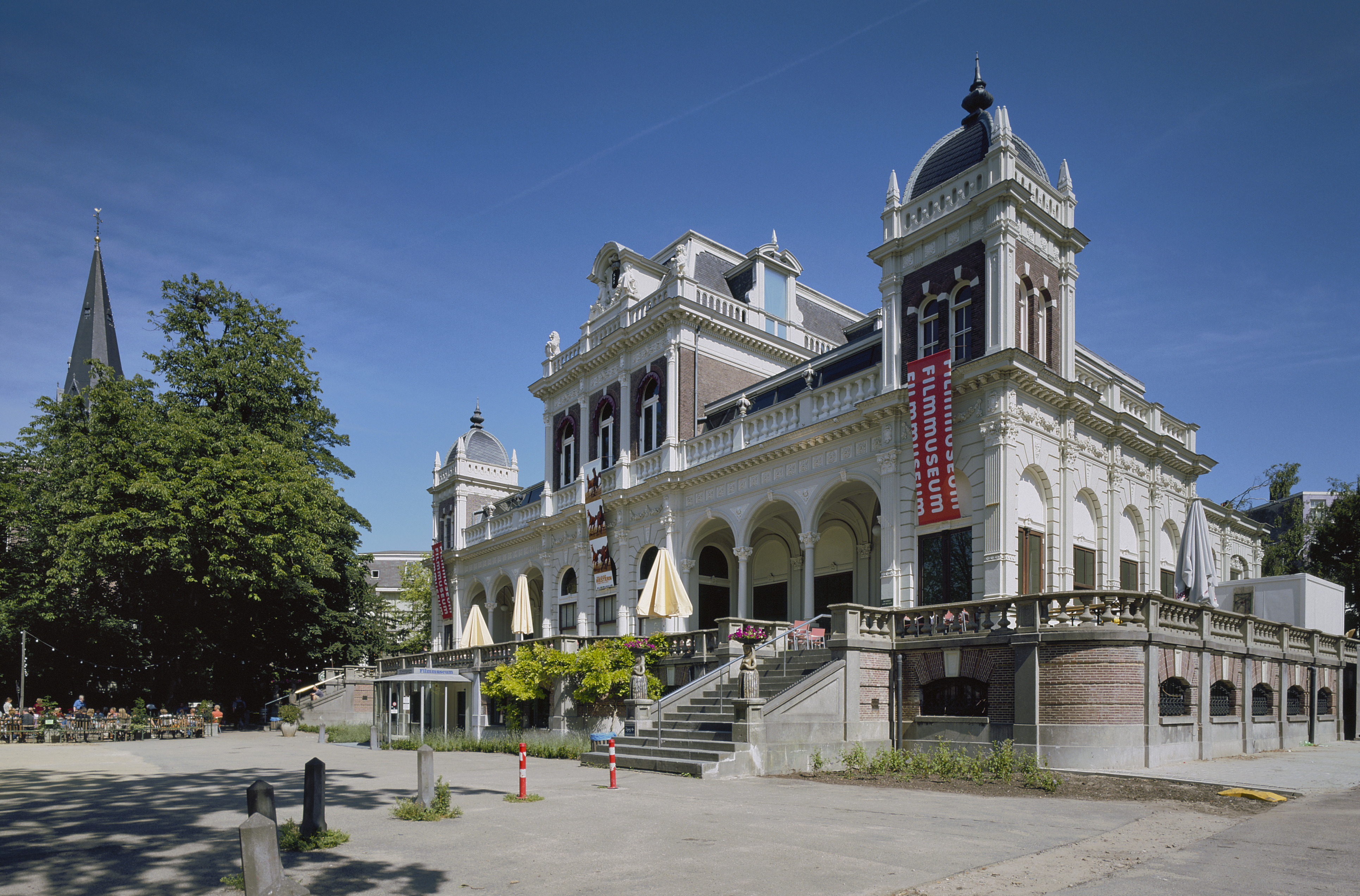
Павільйон Вондельпарк

У 2014 році об’єднана телекомпанія також запустила в експлуатацію оновлений павільйон Вондельпарк, який тепер називається «Vondel CS». Тут розміщено декілька радіо- і телестудій. Павільйон був відкритий для публіки 13 травня 2014 року після капітального ремонту. Будівля в основному пропонує простір для публічної діяльності, щоб забезпечити членам та іншим зацікавленим сторонам зв’язок із мовником. Безпосередньо в парку є кафе з терасою. У будівлі міського мовника АТ5 також є кімната редакції.

### Управління
Директором AVROTROS є Тако Циммерман, головою наглядової ради – Клайд Менсо.

### Учасники
У 2009 році AVRO і TROS разом налічували 868 977 членів. За переписом 2014 року – 686 439 осіб. У 2019 році це число зменшилося приблизно до 400 000 учасників.

## Програми
- Beste Zangers – вокальне реаліті-шоу
- Bloedverwanten – комедійний фільм
- Brugklas – освітня телепрограма
- Buitenhof – програма політичних інтерв'ю
- Draadstaal – сатирична комедійна телепрограма
- EenVandaag – актуальні новини
- Flikken Maastricht – поліціянтський серіал-драма
- Forever – телесеріал для молоді
- Fort Boyard – телегра
- Junior Songfestival – музичний конкурс для дітей
- Kids Top 20 – телешоу для дітей, чарт попмузики для дітей
- Koefnoen – кабаре-телешоу
- De Luizenmoeder – комедійний серіал
- Wie is de Mol? – пригодницьке реаліті-конкурентне шоу
- Пісенний конкурс Євробачення
- Дитячий пісенний конкурс Євробачення

## Ведучі
- Барт Аренс[en]
- Наомі ван Ас
- Йояннеке ван ден Берге[en]
- Даніель Деккер[en]
- Тім Довсма[en]
- Пітер Ян Гагенс[en]
- Антуанетт Герценберг[en]
- Йорт Келдер[en]
- Корнальд Маас[en]
- Роз Моггре[en]
- Іво Ніє[en]
- Аннеміке Шоллаардт[en]
- Ян Сміт[en]
- Монік Сміт[en]
- Роб Стендерс[en]
- Діонн Стакс[en]
- Лаурен Верстер[en]
- Рік ван де Вестелакен[en]